# Hohe Salve
Hohe Salve är ett berg i Österrike.   Det ligger i distriktet Kitzbühel och förbundslandet Tyrolen, i den centrala delen av landet, 300 km väster om huvudstaden Wien. Toppen på Hohe Salve är 1 828 meter över havet, eller 1 007 meter över den omgivande terrängen. Bredden vid basen är 14,1 km.
Terrängen runt Hohe Salve är kuperad åt nordväst, men åt sydost är den bergig. Närmaste större samhälle är Kufstein, 13,2 km norr om Hohe Salve. 
I omgivningarna runt Hohe Salve växer i huvudsak blandskog. Runt Hohe Salve är det ganska tätbefolkat, med 52 invånare per kvadratkilometer.